# Шурговаш
Шургова́ш — село в Воскресенском районе Нижегородской области, второе большое село Владимирского сельсовета. Находится в 22 км от райцентра Воскресенское. Имеет три улицы: Лесная, Центральная, Школьная.

## История
Название «Шурговаш» произошло от горномарийских слов «шӹргӹ важ» — «лесной исток».

## Население
| 1999 | 2002 | 2010 |
| ---- | ---- | ---- |
| 165  | ↗169 | ↘143 |

## География
Село стоит на берегу речки Шурговашки, недалеко от места её впадения в Люнду.

## Экономика
До 2007 года в селе Шурговаш действовало Шурговашское лесничество. Впоследствии оно было расформировано. Также в селе есть ферма. В селе есть два действующих магазина, государственный и частный.

## Достопримечательности
В селе есть памятник градостроительства и архитектуры — разрушенный храм Николая Угодника (Николая Чудотворца) постройки начала XX века, начало строительства 1902 г, освящён храм в 1909 году. Документ о принятии на госохрану № 286.